# Denis Leary
Denis Colin Leary (ur. 18 sierpnia 1957 w Worcester) – amerykański aktor filmowy, komik, scenarzysta i reżyser.

## Życiorys

### Wczesne lata
Urodził się w Worcester w stanie Massachusetts, w rodzinie irlandzkich katolików, imigrantów z Killarney, jako syn Nory (z domu Sullivan), pokojówki, i Johna Leary’ego (zm. 1985), mechanika samochodowego. Jako dziecko chętnie grał w hokeja i marzył, by w przyszłości zostać hokeistą. W 1975 ukończył szkołę średnią St. Peter-Marion High School w Worcester w stanie Massachusetts. W 1979 otrzymał dyplom ukończenia Emerson College w Bostonie w stanie Massachusetts i przez pięć lat wykładał na uczelni. Jego kuzyn to komik Conan O’Brien.

### Kariera
Występował jako komik. Po raz pierwszy na ekranie pojawił się w 20-minutowym dramacie Długi spacer na zawsze (Long Walk to Forever, 1987).
W 1991 wraz z grupą No Cure for Cancer odebrał nagrodę krytyki na Międzynarodowym Festiwalu Sztuki w Edynburgu. Ze swoim show trafił na scenę West End i off-Broadway, a niedługo potem otrzymał pracę w MTV. Zadebiutował na kinowym ekranie w komedii romantycznej Czysty biznes (Strictly Business, 1991) u boku Samuela L. Jacksona, Halle Berry i Sama Rockwella. Następnie zagrał w komedii Strzelając śmiechem (Loaded Weapon 1, 1993), dramacie kryminalnym Sądna noc (Judgment Night, 1993) z Cubą Goodingiem Jr. i Stephenem Dorffem, komedii Amatorzy sportu (The Sandlot, 1993), sensacyjnym Strzelec (Gunmen, 1994) z Christopherem Lambertem i Mario Van Peeblesem, czarnej komedii Teda Demme’a Spec (The Ref, 1994).
W 1995 zadebiutował jako reżyser telewizyjneggo filmu Ulubione grzechy śmiertelne (Favourite Deadly Sins) z udziałem Joego Mantegny i Tanyi Roberts. Wystąpił z Sandrą Bullock w komedii romantycznej Skradzione serca (Two If by Sea, 1996), do której napisał scenariusz.
Po udziale w dramacie kryminalnym Bad Boy (2002) z Elizabeth Hurley, użyczył swojego głosu tygrysowi szablozębnemu Diego w filmie animowanym Epoka lodowcowa (Ice Age, 2002). Jego kreacja zmęczonego życiem strażaka Tommy’ego Gavina u progu rozwodu, którego prześladuje alkoholizm, stres związany z pracą i wizje zmarłego kuzyna, będącego jego sumieniem w serialu Na ratunek (Rescue Me, 2004–2007) przyniosła mu trzy nominacje do nagrody Emmy i jedną nominację do nagrody Złotego Globu.

## Życie prywatne
W 1982 poślubił scenarzystkę Ann Lembeck. Mają syna Jacka (ur. 1990) i córkę Devin (ur. 1992).

## Filmografia

### Aktor
- 2014 Niesamowity Spider-Man 2 jako George Stacy
- 2012 Niesamowity Spider-Man jako George Stacy
- 2008 Decydujący głos (Recount) jako Michael Whouley
- 2002 Bad Boy jako Doug 'Dawg' Menford
- 2002 Sekretne życie dentysty (Secret Lives of Dentists, The) jako Slater
- 2001 Drugie wcielenie (Double Whammy) jako Ray Pluto
- 2001 Final jako Bill
- 2000 Człowiek firmy (Company Man) jako oficer Fry
- 2000 Piasek (Sand) jako Teddy
- 2000 Lord Stanley's Cup: Hockey's Ultimate Prize jako Gospodarz
- 2000 Na wielkich jeziorach (Lakeboat) jako strażak
- 1999 Prawdziwa zbrodnia (True Crime) jako Bob Findley
- 1999 Afera Thomasa Crowna (Thomas Crown Affair, The) jako Michael McCann
- 1999 Syn Jezusa (Jesus' Son) jako Wayne
- 1999 Niemy świadek (Do Not Disturb) jako Simon
- 1998 Mali żołnierze (Small Soldiers) jako Gil Mars
- 1998 Pętla (Snitch) jako Bobby O’Grady
- 1998 Dziadek i ja (Wide Awake) jako pan Beal
- 1997 Pokerowa zagrywka (Suicide Kings) jako Lono Veccio
- 1997 Blondynka (Real Blonde, The) jako Doug
- 1997 Swaty (MatchMaker, The) jako Nick
- 1997 Fakty i akty (Wag the Dog) jako Fad King
- 1997 Miłosny szantaż (Love Walked In) jako Jack Morrisey
- 1997 Second Civil War, The jako Vinnie Franko
- 1997 Historie z metra: Podziemne opowieści (SUBWAYStories: Tales from the Underground) jako mężczyzna na wózku
- 1996 Dzień ojca (Underworld) jako Johnny Crown/Johnny Alt
- 1996 Skradzione Serca (Two If by Sea) jako Francis 'Frank' O’Brien
- 1995 Neonowa Biblia (Neon bible, The) jako Frank
- 1995 Operacja Słoń (Operation Dumbo Drop) jako porucznik David Poole
- 1995 Ulubione grzechy śmiertelne (Favorite Deadly Sins) jako Jake
- 1994 Gunmen jako Armor O’Malley
- 1994 Urodzeni mordercy (Natural Born Killers) jako Więzień (niewymieniony w czołówce)
- 1994 Spec (Ref, The) jako Gus
- 1993 Strzelając śmiechem (Loaded Weapon 1) jako Mike McCracken
- 1993 Amatorzy sportu (Sandlot, The) jako Bill
- 1993 Sądna noc (Judgment Night) jako Fallon
- 1993 Kim jest ten facet? (Who's the Man?) jako sierżant Cooper
- 1993 Człowiek demolka (Demolition Man) jako Edgar Friendly
- 1991 Strictly Business jako Jake

### Reżyser
- 1995: Ulubione grzechy śmiertelne (Favorite Deadly Sins)

### Scenariusz
- 2005: In Search of Ted Demme
- 1998: Pętla (Snitch)
- 1996: Skradzione Serca (Two If by Sea)
- 1992: No Cure for Cancer

### Producent
- 2005: In Search of Ted Demme (producent wykonawczy)
- 2003: Comedy Central Roast of Denis Leary (producent wykonawczy)
- 2001: Blow (producent)
- 1997: Miłosny szantaż (Love Walked In) (producent)